# Lene Wielandt
Helene Maria Elisabeth Møller (født 1752, død 26. oktober 1808) var en dansk forpagterfrue, mølleejer og gift med Frederik Ludvig Christian Wielandt, forpagter på Boller Hovedgård ved Horsens i slutningen af 1700-tallet og begyndelsen af 1800-tallet. Hun omtales i daglig tale og i samtidige dokumenter som "Lene Wielandt".

## Baggrund
Helene Møller blev sandsynligvis født på godset Urup ved Horsens som datter af krigsråd, foged og købmand Morten Møller, ejer af Krumstrup og Maren Andreasdatter Møller, født Høyer. Hun blev i 1779 gift med Frederik Wielandt, med hvem hun fik en række børn. Parret drev i fællesskab Boller slot, og deres formue voksede betydeligt i løbet af ægteskabet.

## Enkestand og skifte
Frederik Wielandt døde i 1803 og hans skifte vidner om en relativt høj social status og økonomisk formåen. Skiftesagen fra 1804 viser en stor bolig med flere stuer og værelser, rig møblering og inventar, bl.a. sølvtøj, malerier og kakkelovne samt en formue på 54.960 rigsdaler, hvoraf størstedelen var udestående lån. Helene fik kongelig tilladelse til at sidde i uskiftet bo, men valgte allerede i 1804 at skifte med børnene, hvilket kan have hængt sammen med hendes køb af Urup Mølle i 1804 – et betydeligt økonomisk skridt og ved at frigøre kapital og klarlægge formueforholdene kunne hun handle frit og investere uden at være bundet af juridiske hensyn til arvingerne. Prisen for møllen var næsten 12.000 rigsdaler, og handlen blev endelig formaliseret i 1806.

## Investering i Urup Mølle
Urup mølle var en traditionel vandmølle med fire kværne og en integreret stampemølle til klædeproduktion. Hun modtog først skøde på ejendommen i 1806, da hele købesummen var betalt.
Selvom hun stadig disponerede over forpagterboligen på Boller og Urup Mølle, flyttede hun til en mindre men herskabelig lejlighed knyttet til Boller slot, en mindre, men standsmæssigt indrettet bolig, hvor hun boede til sin død i 1808. Hun fortsatte med at have tjenestefolk og husdyr, og hjemmet var veludstyret med møbler, service og køretøjer som kalechevogne og slæde.
Selvom hun aldrig selv beboede Urup møllen, og ejerskabet kun varede fire år, vidner dokumentationen om, at købet næppe var romantisk eller ideologisk begrundet. I stedet tolkes det klart som en strategisk investering. Hun var 51 år ved købet og ønskede formentlig at fastholde en aktiv rolle i økonomien – en usædvanlig disposition for kvinder i hendes samtid.

## Børn
Lene fik sammen med Frederik i alt fem børn, som overlevede barndommen:
- Morten Møller Wielandt (født 1780) – købte Vellinggård i Smidstrup Sogn i 1805
- Erhardt Wielandt (født 1782) – blev gårdejer i Tvingstrup ved Horsens, gift med Gjertrud Cathrine Skou
- Jacob Ludvig Wielandt (født 1784) – ejer af Ørskovgård i Ørridslev Sogn
- Christine Sophie Wielandt (født 1786) – gift 1804 med Peder Mønster Guldager, møller og gårdejer
- Elisabeth Sophie Wielandt (født 1790) – gift 1808 med købmand Mads Sørensen Laue

## Død og eftermæle
Lene Wielandt døde den 26. oktober 1808 på Boller "paa Boller ved døden var afgaaet". Skiftet blev straks indledt, Skifteforvalteren Erhard Borch modtog samme dag kl. 12 middag underretning om dødsfaldet og rykkede straks ud til hendes bolig for at forsegle boet. Behandlingen viste, at hun efterlod sig en stor arv, som blev delt mellem børnene.